# حروب الطعام: شوكوغكي نو سوما
حروب الطعام: شوكوغكي نو سوما (باليابانية: 食戟のソーマ) مانغا شونن يابانية من تأليف يوتو تسوكودا ورسم شون سايكي. نشرت المانغا لأول مرة في مجلة شونن جمب الأسبوعية في 26 نوفمبر 2012. واقتبست المانغا إلى مسلسل أنمي تلفزيوني من إنتاج ستديو جاي سي ستاف في 3 أبريل 2015، وفي 2 يوليو 2016 عرض موسم ثاني للأنمي بتعداد 13 حلقة.
وفي العدد الثلاثين من مجلة شونن جمب الأسبوعية لعام 2017 أعلن عن حصول المانغا على موسم ثالث من 24 حلقة بدأ عرضه في خريف 2017 كقسم أول مكون من 12 حلقة قبل أن يتم عرض الحلقات المتبقية بشكل منفصل في ربيع 2018.
. تم الإعلان عن حصول السلسلة على موسم رابع بدأ بثه في 12 أكتوبر 2019 ومن المقرر أن يستمر بتعداد 25 حلقة.

## القصة
تدور القصة حول فتى يدعى يوكيهيرا سوما، وهو تلميذ في الإعدادية يطمح لتجاوز والده في مجال الطّبخ. في أحد الأيام، قرر والده أن يغلق المطعم والذهاب ليطبخ في فنادق ومطاعم عدة حول العالم. قبل أن يغادر، سجّل ابنه سوما في مدرسة طبخ للنّخبة نسبة التخرّج فيها لا تتجاوز 10%. هل سيتمكّن سوما من تحسين مهاراته وتحقيق أو سيفشل في تحقيق هدفه وأنّ مكانه ليس في المطبخ؟.

## روابط أضافية
- الموقع الرسمي
- حروب الطعام: شوكوغكي نو سوما على موقع ANN manga (الإنجليزية)